# May El-Khalil

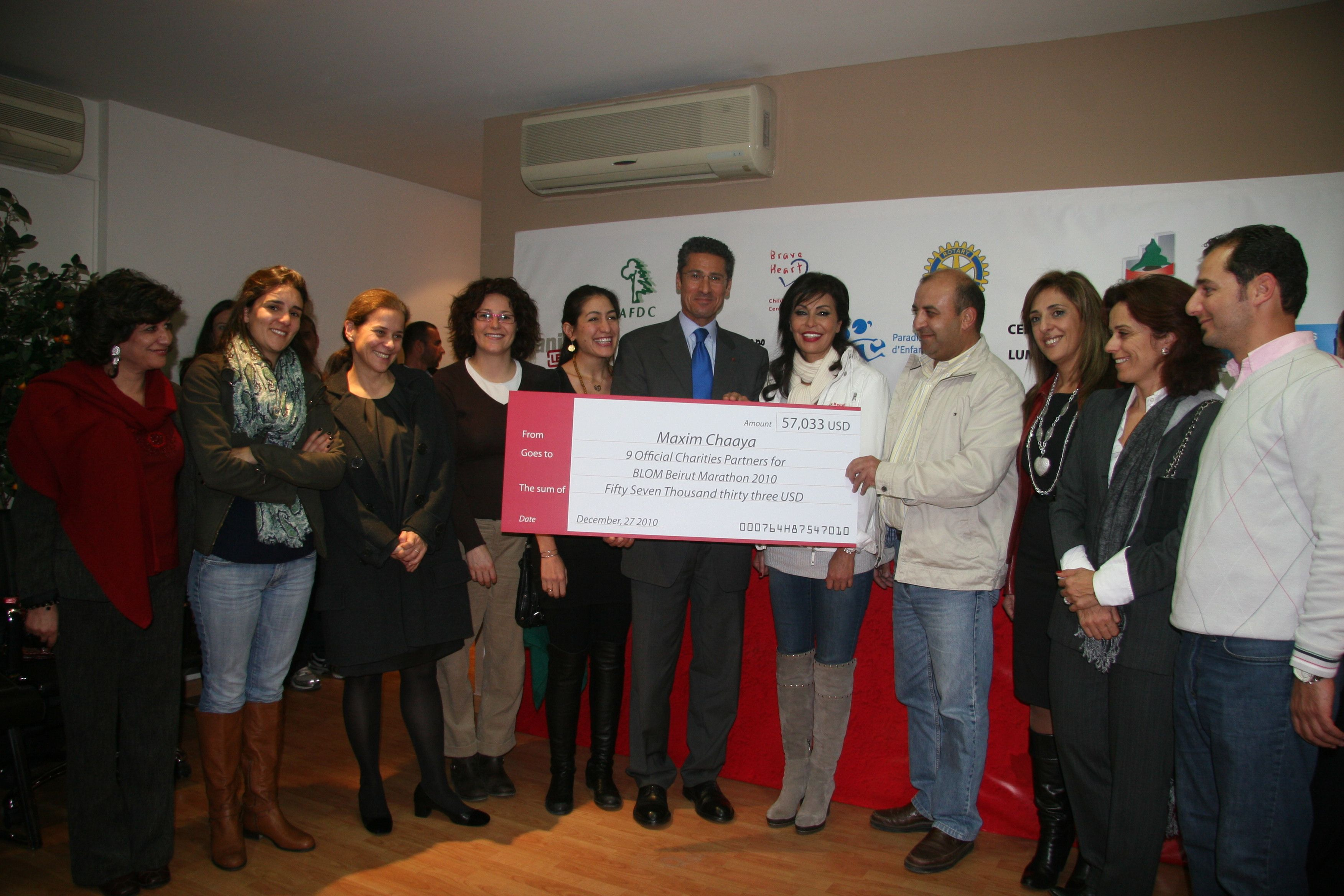
May El-Khalil (5.v.r.) mit einem Spendenscheck für den Beirut Marathon (2010)

May Faysal El-Khalil (* 20. Dezember 1957 in Alayh, Libanon) ist eine libanesische Sportfunktionärin.
May El-Khalil ist eine passionierte Sportlerin. 2001 wurde sie beim Lauftraining von einem Auto schwer verletzt; sie lag tagelang im Koma und es war unklar, ob sie jemals wieder gehen könne. Während ihrer Genesungszeit, in der sie mehr als 20-mal operiert wurde, kam ihr die Idee zu einem Marathonlauf in Beirut. Als Präsidentin der Beirut Marathon Association organisierte sie den ersten Lauf im Jahre 2003, an dem 6000 Läufer teilnahmen. Bei der neunten Austragung im November 2011 waren 30.000 Läufer am Start. El-Khalil versteht den Beirut Marathon als „Friedenslauf“.
Für ihr Engagement wurde May El-Khalil vielfach ausgezeichnet, u. a. 2011 mit dem Laureus Sport for Good Award und dem Power of Sport Award (vergeben von der Association Internationale de la Presse Sportive (AIPS)). Seit 2014 wird der Marathon in Beirut unter dem IAAF Silver Label Road Races durchgeführt.
Sie ist verheiratet mit Faysal M. El-Khalil, dem Chairman der Seven-Up Bottling Company in Nigeria, Tanzania, Ghana und Kenia. Ihr Schwager ist der frühere mehrfache libanesische Minister Anwar M. El-Khalil, der seit 1992 im libanesischen Parlament vertreten ist. 2022 wurde May El-Khalil von der italienischen Regierung mit dem Ritterkreuz des Ordens des Sterns von Italien geehrt.